# Opteron

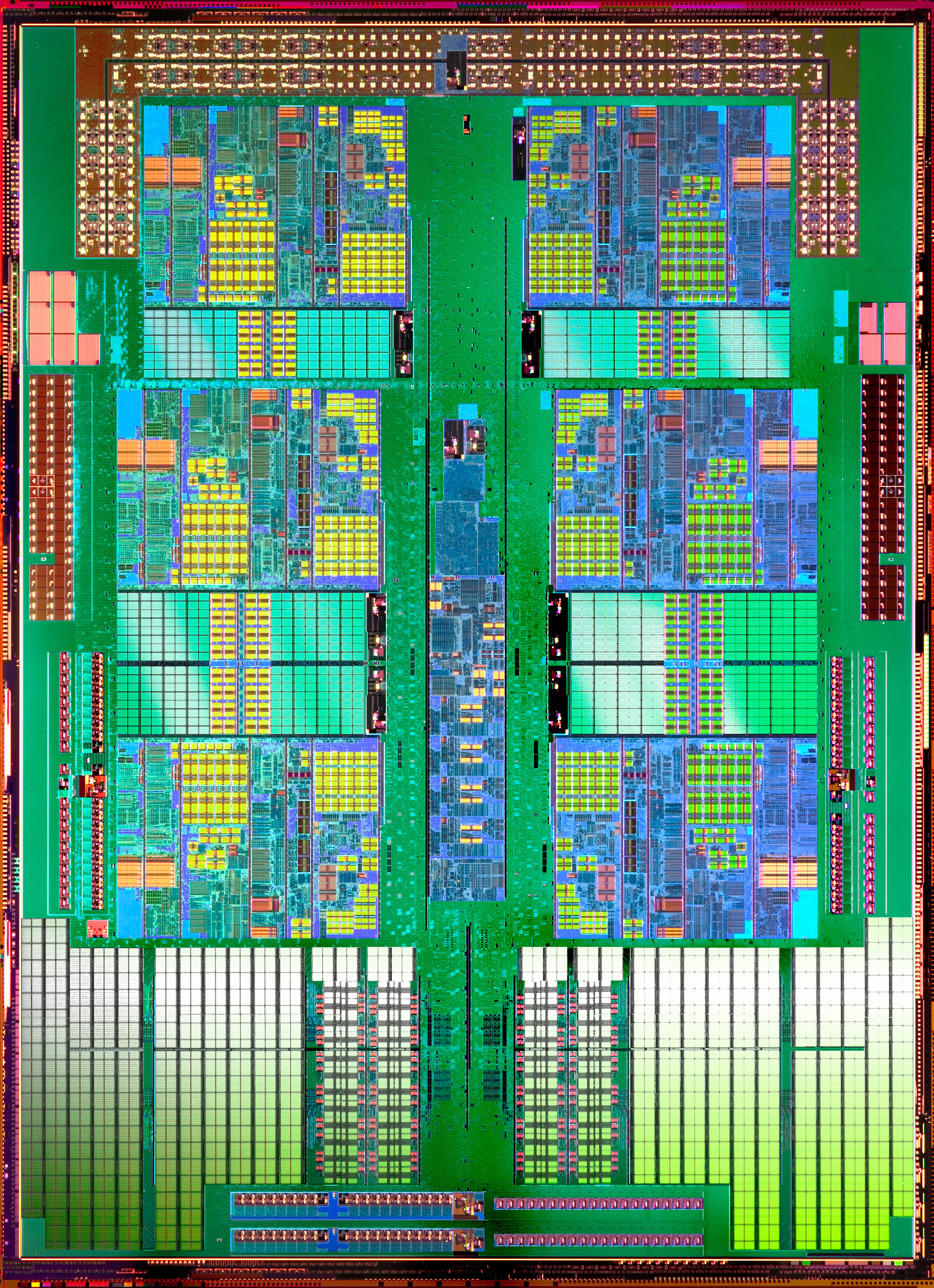
Šestijádrový AMD Opteron

AMD Opteron byl v informatice první mikroprocesor, který na počítačové platformě IBM PC kompatibilní umožnil běh 64bitových systémů. Nejprve byla jeho nová platforma označována AMD64, později už neutrálně x86-64. Na trh byl uveden 22. dubna 2003 pod kódovým názvem SledgeHammer. Byl určen jak pro desktop, tak i pro servery. Firma Intel po svém neúspěchu s procesorem Itanium převzala od firmy AMD instrukční sadu a došlo ke vzájemnému křížovému sdílení patentů pro 32bitovou a 64bitovou platformu, což zajistilo dostatečnou kompatibilitu procesorů od obou výrobců (drobné rozdíly mezi nimi skrývá jádro operačního systému nebo je řeší programátor aplikace).

## Technické specifikace

### Klíčové schopnosti
Opteron přinesl několik zásadních vylepšení:
1. nativní podpora 32bitových instrukcí x86 (bez ztráty výkonu) společně s nativní podporou 64bitových instrukcí x86-64
2. možnost adresovat více než 4 GiB RAM
3. efektivnější ochrana proti malware (viz NX bit)

První schopnost je velmi důležitá pro úspěch nové platformy, protože konkurenční procesor Intel Itanium používá pro vykonávání 32bitových instrukcí emulaci, takže dochází k velké degradaci výkonu. Možnost adresace více než 4 GiB RAM, bylo klíčovým prvkem nové architektury pro běžné počítače až v pozdější době.
Opteron procesor obsahuje integrovaný řadič DDR (Socket 939)/DDR2 (Socket F) pamětí. Toto snižuje latence přístupu k operační paměti a zároveň na základní desce nemusí být přítomen severní můstek.

### Multiprocesorové rysy
Ve více procesorových systému(více než jeden procesor na základní desce), procesory komunikují pomocí technologie HyperTransport. Každý procesor může přistupovat k paměti procesoru jiného(transparentní pro programátora). Multiprocessing u Opteronů není jako standardní symetrický multiprocessing (jeden modul operační paměti pro všechny procesory), ale každý procesor má svou vlastní paměť. Opterony přímo podporují 8-procesorovou konfiguraci, kterou se uplatňuje ve střední serverové třídě, ve vyšší třídě je možné použít (přídavné), směrovací čipy pro více než 8-procesorů v jednom serveru.
V různých počítačových benchmarcích, Opteron podává lepší výsledky než Intel Xeon. V systémech s procesory Xeon je procesor, který pracuje samostatně, často rychlejší než procesor pracující ve skupině. Xeon procesory musí sdílet dvě sběrnice pro cestu procesor-procesor a procesor-operační paměť, se zvyšujícím se počtem Xeonů v systému dochází k sdílení sběrnice což má za následek snížení výpočetního výkonu, na proti tomu Opteron má integrovaný dvoukanálový řadič pamětí, dovolující přístup procesoru k operační paměti bez použití sběrnice HyperTransport, jenom pro nelokální operace s pamětí a mezi procesory je tato sběrnice využívána, což vede k minimální výtěžnosti sběrnice.

### Vícejádrové Opterony
V dubnu 2005, AMD vydalo jejich první „vícejádrový“ procesor Opteron. V současnosti pojem „vícejádrový“ prakticky znamená „dvoujádrový“. Každý fyzický čip obsahuje dvě oddělené procesorové jednotky. Toto efektivně zdvojnásobuje výpočetní výkon dostupný pro každý procesorový soket. Jeden soket tedy poskytuje výkon dvou procesorů, dva sokety tedy umožňují stejný výkon jako 4 procesory, atd… Cena základních desek roste zároveň s počtem soketů, proto „vícejádrové“ procesory umožňují vytvořit systém s více jádry za lepší cenu.
Nejrychlejším Opteronem je model 875 s dvěma jádry a frekvencí 2.2 Ghz a nejrychlejším jednojádrovým je 252 s frekvencí 2.6 GHz. Ve „vícevláknových“ operacích je rychlejší model 875, ale pro „jednovláknové“ operace je rychlejší model 252.
Nová generace Opteronů do soketu AM2 se značí 1200. Série 2200 a 8200 je určena do soketu F.

### Socket 939
Opterony do soketu 939 jsou určeny pro low-end servery, jádro je identické s jádry Athlon64 San Diego, ale běží na nižší frekvenci, než jsou tyto jádra schopny, což je dělá velmi stabilními. Tyto procesory jdou velmi dobře přetaktovat a proto je taky model 144 velmi populární.

### Socket AM2
Stejně jako soket 939 jsou určeny low-endu a tam kde není potřeba více čipové řešení. Tyto procesory staví na úspěchu předchozí generace soketu 939. Na rozdíl od Athlonů64 do soketu AM2 tyto procesory mají 1 MB L2 cache.

### Socket 940
Tento soket je určen pro serverové systémy a poskytuje i více procesorové řešení.

### Socket F
Nástupce socketu 940, má 1207 pinů. Právě do něj jsou určeny budoucí 4jádrové procesory Opteron.

## Modely

### K8
Specifikace 
| Obchodní název | Rychlost    | Patice (=Socket) | Nanotechnologie | Jader | Cache    | Cache | Cache |
| -------------- | ----------- | ---------------- | --------------- | ----- | -------- | ----- | ----- |
| Obchodní název | Rychlost    | Patice (=Socket) | Nanotechnologie | Jader | L1       | L2    |       |
| Opteron        | 1,6-3,2 GHz | 939/940/AM2/F    | 90 nm           | 2     | 64+64 kB | 1 MB  |       |
|                |             |                  | 130/90 nm       | 1     | 64+64 kB | 1 MB  |       |

Technologie a jména jader
| Obchodní název | Jméno CPU                                    | Technologie                                                          |
| -------------- | -------------------------------------------- | -------------------------------------------------------------------- |
| Opteron        | Denmark, Italy, Egypt, Santa Ana, Santa Rosa | MMX, 3DNow!+, SSE, SSE2, AMD64, PowerNow!, NX Bit, DDR, DDR2, ccNUMA |

### Detailní popis
Každý čip je označován třemi nebo čtyřmi čísly. „Opteron xnyy“ nebo „Opteron xny.x“ označuje maximální počet procesorů v systému.
- 1 - jednoprocesorové systémy
- 2 - dvouprocesorové systémy
- 8 - systém se 4 nebo 8 procesory

n označuje číslo vydání, označuje soket, podporu DDR2 a AMD Virtualization.
yy označují rychlost daného modelu. 60 a výš označují dvoujádrové procesory.

### Opteron (130nmSOI, DDR)

#### SledgeHammer (1yy, 2yy, 8yy) - jedno-jádrové
- revize CPU: B3, C0, CG
- L1-Cache: 64 + 64 kB (Datová + instrukční)
- L2-Cache: 1 MB, plná rychlost
- MMX, Enhanced 3DNow!, SSE, SSE2, AMD64
- Soket 940: 0.8 MHz HyperTransport
- Registered DDR SDRAM vyžadovány, ECC
- Napětí procesoru: 1.50 - 1.55 V
- Vydán: 22. duben 2003
- Frekvence: 1,4 - 2,4 GHz

### Opteron (90nmSOI, DDR)

#### Venus (1yy), Troy (2yy), Athens (8yy) - jedno-jádrové
- revize CPU: E4
- L1-Cache: 64 + 64 kB (Datová + instrukční)
- L2-Cache: 1 MB, plná rychlost
- MMX, Enhanced 3DNow!, SSE, SSE2, SSE3, AMD64, NX Bit
- Socket 940: 0.8 GHz HyperTransport
- Socket 939/Socket 940: 1 GHz HyperTransport
- Registered DDR SDRAM vyžadovány pro soket 940, ECC
- Napětí procesoru: 1.35 - 1.4 V
- Optimalizovaná správa spotřeby (OPM)
- Vydán: 14. únor 2005
- Frekvence: 1,6 - 3 GHz (x42 - x56)

#### Denmark (1yy), Italy (2yy), Egypt (8yy) - dvou-jádrové
- revize CPU: E1, E6
- L1-Cache: 64 + 64 kB (Datová + instrukční)
- L2-Cache: 1 MB na každé jádro, plná rychlost

### Opteron (90nm, SOI, DDR2)

#### Santa Ana (12yy), Santa Rosa(22yy, 82yy) - dvou-jádrové
- revize CPU: F2, F3
- L1-Cache: 64 + 64 kB (Datová + instrukční)
- L2-Cache: 512 kB na každé jádro, plná rychlost
- L3-Cache: 2 MB, sdílená pro všechny jádra
- MMX, Enhanced 3DNow!, SSE, SSE2, SSE3, AMD64, SSSE3
- Socket AM2, Socket F, 2.6 GHz HyperTransport 3.0
- Napětí: 1.3 - 1.4 V
- Vydán: červenec 2006
- Frekvence: 1,8 - 3 GHz

### Opteron (65nm, SOI, DDR2)

#### Budapest (13yy), Barcelona(23yy, 83yy)
- revize CPU: B0, B1
- L1-Cache: 64 + 64 kB (Datová + instrukční)
- L2-Cache: 512 kB na každé jádro, plná rychlost
- L3-Cache: 2 MB, sdílená pro všechny jádra
- MMX, Enhanced 3DNow!, SSE, SSE2, SSE3, AMD64, SSSE3
- Socket F, 2.6 GHz HyperTransport 3.0
- Napětí: 1.08 - 1.38 V
- Vydán: září 2007
- Frekvence: 1,6 - 3 GHz

### Opteron A (28 nm)
Seattle ARM mikroarchitektura

#### A1100 série
Série Opteron A1100 "Seattle" (28nm) jsou SoC čipy založené na jádrech ARM Cortex-A57 které používají instrukční sadu ARMv8-A. Poprvé byly uvedeny v lednu 2016.
- jádra: 4–8
- frekvence: 1.7–2.0 GHz
- L2 Cache: 2–4 MB
- L3 Cache: 8 MB
- TDP: 25–32 W
- až 64 GB DDR3L-1600 a 128 GB DDR4-1866 s ECC
- SoC obsahuje 6 × SATA 3, 2 × integrovaná 10 GbE LAN, a 8 PCI Express linek v konfiguraci ×8, ×4 a ×2